# ターニャ・ザケリ
ターニャ・ザケリ（Tanja Žakelj、1988年9月15日 - ）は、スロベニア、クラーニ出身の女子自転車競技（マウンテンバイク・クロスカントリー(XC)）選手。

## 主な戦歴
2005年
- 世界選手権・XCジュニア 3位

2006年
- 世界選手権・XCジュニア 優勝

2008年
- 世界選手権・XC U23 優勝

2010年
- 世界選手権・XC U23 4位

2012年
- ロンドンオリンピック・XC 10位
- 世界選手権・XC 13位

2013年
- 世界選手権・XC 5位
- ワールドカップ 総合優勝 (２勝)

2014年
- 世界選手権・XC 4位
- ワールドカップ 総合3位